# 윌리엄 자브카

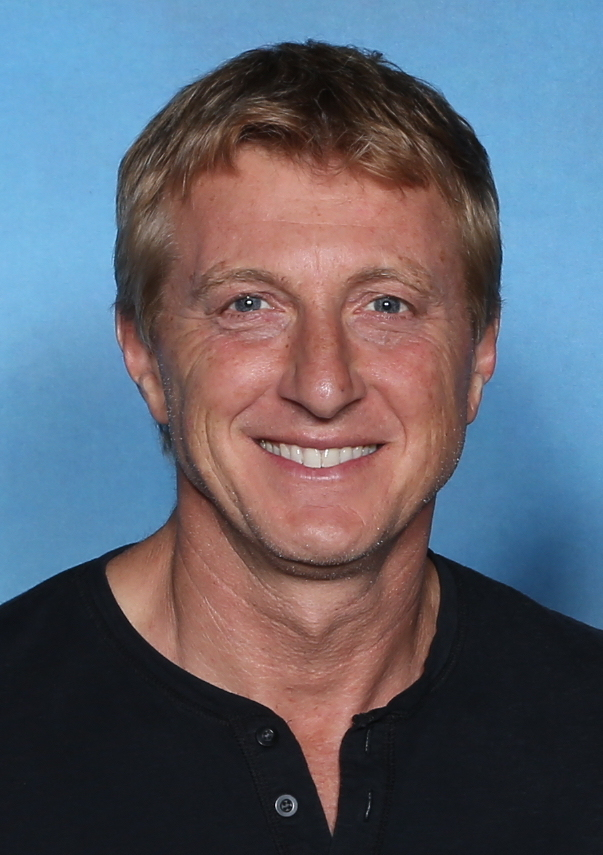
2019년 모습

윌리엄 재브카(William Zabka, 1965년 10월 21일 ~ )는 미국의 작가, 배우, 각본가, 영화 제작자이다.
뉴욕에서 태어났다.

## 출연 작품

### 영화
- 베스트 키드 (1984) - 조니 역
- 휴가 대소동 - 유럽 (1985)
- 여성상위시대 (1985)
- 백 투 스쿨 (1986)
- 베스트 VS 베스트 (1992, Shootfighter: Fight to the Death)
- 위험한 항해 (1994, Unlawful Passage)
- 파워 위딘 (1995, The Power Within)
- 볼티지 (1997, High Voltage)
- 인터셉터 포스 (1999, Interceptors)
- 팔콘 다운 (2000, Falcon Down)
- 파이톤 (2000)
- 퍼펙트 맨 (2001, Mindstorm)
- 안티바디 (2002, Antibody) - 오토 에머릭 역
- 하이퍼 소닉 (2002, Hypersonic)
- 파이톤 2 (2002, Python 2)
- 랜드스피드 (2002, Landspeed)
- 모스트 (2003)
- Cake: A Wedding Story (2007)
- 온천탕 타임머신 (2010)
- 크로스: 신의후예 (2011, Cross) - 그리프 역
- 뜻밖의 우정 (2014, Where Hope Grows) - 밀턴 역
- The Dog Who Saved Summer (2015)
- The Man in the Silo (2016)

### 텔레비전
- 맨하탄의 사나이 (1985-89)
- 코브라 카이 (2018-현재)